# Тампере Юнайтед
«Тампере Юнайтед» — колишній фінський футбольний клуб з Тампере, що виступав в елітній футбольній лізі Фінляндії. Заснований 1998 року, розформований — 2011.

## Досягнення
- Чемпіон Фінляндії: 2001, 2006, 2007
- 3-тє місце у чемпіонаті Фінляндії: 2003, 2004, 2005
- Володар Кубка Фінляндії: 2007
- Фіналіст Кубка Фінляндії: 2001, 2009
- Володар Кубка фінської ліги: 2009